# Diskografie Johna Lennona
Diskografie britského zpěváka a skladatele Johna Lennona. Jeho sólo kariéra započala rokem 1970, po rozpadu skupiny Beatles.

## Alba

### Studiová alba
| Rok  | Album | Nejvyšší umístění v hitparádě | Nejvyšší umístění v hitparádě | Nejvyšší umístění v hitparádě | Nejvyšší umístění v hitparádě | Nejvyšší umístění v hitparádě | Certifikace                    |
| Rok  | Album | US 200                        | CAN                           | UK                            | JAP                           | AUS                           | Certifikace                    |
| ---- | --- | ----------------------------- | ----------------------------- | ----------------------------- | ----------------------------- | ----------------------------- | ------------------------------ |
| 1970 | John Lennon/Plastic Ono Band - Vydáno: 11. prosince 1970 - Vydavatel: Apple                                   | 6                             | 2                             | 8                             | 5                             | 3                             | US: zlatá                      |
| 1971 | Imagine - Vydáno: 9. září 1971 (USA) 8. října 1971 (UK) - Vydavatel: Apple                                    | 1                             | 2                             | 1                             | 1                             | 1                             | US: 2x platinová               |
| 1972 | Some Time in New York City (s Yoko Ono) - Vydáno: 12. června 1972 (USA) 15. září 1972 (UK) - Vydavatel: Apple | 48                            | —                             | 11                            | 15                            | 10                            |                                |
| 1973 | Mind Games - Vydáno: 16. listopadu 1973 - Vydavatel: Apple                                                    | 6                             | 28                            | 13                            | 6                             | 8                             | US: zlatá UK: zlatá            |
| 1974 | Walls and Bridges - Vydáno: 4. října 1974 - Vydavatel: Apple                                                  | 1                             | 1                             | 6                             | 14                            | 4                             | US: zlatá UK: stříbrná         |
| 1975 | Rock 'n' Roll - Vydáno: 21. února 1975 - Vydavatel: Apple                                                     | 6                             | 5                             | 6                             | 15                            | 5                             | US: zlatá UK: zlatá            |
| 1980 | Double Fantasy (s Yoko Ono) - Vydáno: 17. listopadu 1980 - Vydavatel: Geffen                                  | 1                             | 1                             | 1                             | 2                             | 1                             | US: 3x platinová UK: platinová |
| 1984 | Milk and Honey (s Yoko Ono) - Vydáno: 27. ledna 1984 - Vydavatel: Polydor                                     | 11                            | 15                            | 3                             | 3                             | 4                             | US: zlatá UK: zlatá CAN: zlatá |

### Experimentální alba
| Rok  | Album                                                                                                | US 200 |
| ---- | --- | ------ |
| 1968 | Unfinished Music No.1: Two Virgins (s Yoko Ono) - Vydáno: 29. listopadu 1968 - Vydavatel: Apple      | 124    |
| 1969 | Unfinished Music No.2: Life with the Lions (s Yoko Ono) - Vydáno: 9. května 1969 - Vydavatel: Zapple | 174    |
| 1969 | Wedding Album (s Yoko Ono) - Vydáno: 7. listopadu 1969 - Vydavatel: Apple                            | 178    |

### Koncertní alba
| Rok  | Album                                                                                          | Nejvyšší umístění v hitparádě | Nejvyšší umístění v hitparádě | Nejvyšší umístění v hitparádě | Nejvyšší umístění v hitparádě | Nejvyšší umístění v hitparádě | Certifikace |
| Rok  | Album                                                                                          | US 200                        | CAN                           | UK                            | JAP                           | AUS                           | Certifikace |
| ---- | ---------------------------------------------------------------------------------------------- | ----------------------------- | ----------------------------- | ----------------------------- | ----------------------------- | ----------------------------- | ----------- |
| 1969 | Live Peace in Toronto 1969 (s Plastic Ono Band) - Vydáno: 12. prosince 1969 - Vydavatel: Apple | 10                            | —                             | —                             | 29                            | 7                             | US: zlatá   |
| 1986 | Live in New York City - Vydáno: 10. února 1986 - Vydavatel: Parlophone, Capitol                | 41                            | 33                            | 55                            | 13                            | 66                            | US: zlatá   |

### Kompilační alba
| Rok  | Album                                       | Umístění v hitparádě | Umístění v hitparádě | Certifikace                       |
| Rok  | Album                                       | US 200               | UK                   | Certifikace                       |
| ---- | ------------------------------------------- | -------------------- | -------------------- | --------------------------------- |
| 1970 | Shaved Fish                                 | 12                   | 8                    | US: platinová UK: zlatá           |
| 1982 | The John Lennon Collection                  | 33                   | 1                    | US: 3x platinová UK: 3x platinová |
| 1986 | Menlove Ave.                                | 127                  | —                    |                                   |
| 1988 | Imagine: John Lennon                        | 31                   | 64                   | US: zlatá UK: zlatá               |
| 1990 | Lennon                                      | —                    | —                    |                                   |
| 1997 | Lennon Legend: The Very Best of John Lennon | 65                   | 3                    | US: platinová UK: 2x platinová    |
| 1999 | John Lennon Anthology                       | 99                   | 64                   | US: zlatá                         |
| 1999 | Wonsaponatime                               | —                    | 76                   |                                   |
| 2002 | Instant Karma: All-Time Greatest Hits       | —                    | —                    |                                   |
| 2004 | Acoustic                                    | 31                   | 133                  |                                   |
| 2005 | Peace, Love & Truth                         | —                    | —                    |                                   |
| 2005 | Working Class Hero: The Definitive Lennon   | 135                  | 11                   | UK: zlatá                         |
| 2006 | The U.S. vs. John Lennon                    | —                    | —                    |                                   |
| 2006 | Remember (Starbucks)                        | 44                   | —                    |                                   |
| 2010 | Gimme Some Truth                            | 196                  | —                    |                                   |
| 2010 | Power to the People: The Hits               | 24                   | 15                   |                                   |
| 2010 | John Lennon Signature Box                   | 148                  | —                    |                                   |

## Singly
| Rok  | Název písně                        | Pozice v mezinárodních žebříčcích | Pozice v mezinárodních žebříčcích | Pozice v mezinárodních žebříčcích | Pozice v mezinárodních žebříčcích | Pozice v mezinárodních žebříčcích | Album                        |
| Rok  | Název písně                        | US 100                            | UK                                | CAN                               | JAP                               | AUS                               | Album                        |
| ---- | ---------------------------------- | --------------------------------- | --------------------------------- | --------------------------------- | --------------------------------- | --------------------------------- | ---------------------------- |
| 1969 | "Give Peace a Chance"              | 14                                | 2                                 | 8                                 | 81                                | 6                                 | —                            |
| 1969 | "Cold Turkey"                      | 30                                | 12                                | 30                                | 91                                | 25                                | —                            |
| 1970 | "Instant Karma!"                   | 3                                 | 5                                 | 2                                 | 58                                | 6                                 | —                            |
| 1970 | "Mother"                           | 43                                | —                                 | 12                                | 30                                | 57                                | John Lennon/Plastic Ono Band |
| 1971 | "Power to the People"              | 11                                | 6                                 | 4                                 | 66                                | 21                                | —                            |
| 1971 | "Imagine"                          | 3                                 | 1                                 | 1                                 | 14                                | 1                                 | Imagine                      |
| 1971 | "Happy Xmas (War Is Over)"         | —                                 | 2                                 | 43                                | 30                                | 9                                 | —                            |
| 1972 | "Woman Is the Nigger of the World" | 57                                | —                                 | 73                                | 38                                | 21                                | Some Time in New York City   |
| 1973 | "Mind Games"                       | 18                                | 26                                | 11                                | 46                                | 16                                | Mind Games                   |
| 1974 | "Whatever Gets You thru the Night" | 1                                 | 36                                | 2                                 | 72                                | 34                                | Walls and Bridges            |
| 1974 | "#9 Dream"                         | 9                                 | 23                                | 35                                | 97                                | —                                 | Walls and Bridges            |
| 1975 | "Stand by Me"                      | 20                                | 30                                | 13                                | 74                                | 61                                | Rock 'n' Roll                |
| 1975 | "Ya Ya"                            | —                                 | —                                 | —                                 | —                                 | —                                 | Rock 'n' Roll                |
| 1980 | "(Just Like) Starting Over"        | 1                                 | 1                                 | 1                                 | 37                                | 1                                 | Double Fantasy               |
| 1981 | "Woman"                            | 2                                 | 1                                 | 1                                 | —                                 | 4                                 | Double Fantasy               |
| 1981 | "Watching the Wheels"              | 10                                | 30                                | 3                                 | —                                 | 45                                | Double Fantasy               |
| 1982 | "Love"                             | —                                 | 41                                | —                                 | 58                                | 94                                | The John Lennon Collection   |
| 1984 | "Nobody Told Me"                   | 5                                 | 6                                 | 4                                 | —                                 | 6                                 | Milk and Honey               |
| 1984 | "Borrowed Time"                    | 108                               | 32                                | —                                 | —                                 | —                                 | Milk and Honey               |
| 1984 | "I'm Stepping Out"                 | 55                                | 88                                | —                                 | —                                 | —                                 | Milk and Honey               |
| 1984 | "Every Man Has a Woman"            | —                                 | —                                 | —                                 | —                                 | —                                 | Every Man Has a Woman        |
| 1985 | "Jealous Guy"                      | 80                                | 65                                | —                                 | —                                 | —                                 | Imagine                      |